# Haralambie Boroș
Haralambie Boroș (n. 11 octombrie 1924, București, România – d. 8 iunie 2001, București, România) a fost un regizor și actor român . Studii efectuate la Moscova, în cadrul Institutului Unional de Cinematografie (absolvent 1953).
Activitate mai ales în domeniul documentarului utilitar, cu doar câteva filme de ficțiune la activ. Apariții episodice ca actor.
A fost nominalizat la Palme D'Or în cadrul festivalului de film de la Cannes 1956 pentru filmul Afacerea Protar.

## Filmografie

### Regizor
- Afacerea Protar (1956)
- Citadela sfărîmată - în colaborare cu Marc Maurette, (1957)
- Pisica de mare (1963)
- Politică cu... delicatese (sm, 1964)
- Șah la rege (1965)
- Corigența domnului profesor (1968)
- La porțile țării (1971)
- Drumuri (1972)
- Lacrimi târzii (1974)
- Într-o zi de noiembrie (1975)
- Gorj, straveche tara noua (1976)
- Expresul de Buftea (1979)
- Destine romantice (1982)
- Triunghiul morții (1999) - regizor secund

### Actor
- Porto-Franco - r. Paul Călinescu, (1961)
- S-a furat o bombă (1962)
- Vacanță la mare (1963)
- Pisica de mare (1963)
- Doi băieți ca pîinea caldă (1965)
- Corigența domnului profesor (1968)
- Puterea și adevărul (1972)
- Pistruiatul - r. Francisc Munteanu, (2 episoade, 1973), serial TV (Episodul #1.9 și Omul de legătură)
- Comedie fantastică (1975)
- Cantemir (1975)
- Toate pînzele sus (serial TV, 1977) - ep. 10
- Senatorul melcilor (1995)
- Patul lui Procust - r. Viorica Meșină și Sergiu Prodan (MD), (2001) - Directorul Teatrului Național
- Șah la rege

### Scenarist
- Citadela sfărîmată - r. Marc Maurette, (1957)
- Corigența domnului profesor (1968) – în colaborare cu Ion D. Sîrbu

### Producător
- Neînvinsă-i dragostea - r. Mihnea Columbeanu, (1994)